# John Smit
Pour les articles homonymes, voir Smit.

a Compétitions nationales et continentales officielles uniquement.

b Matchs officiels uniquement.
William John Smit, né le 3 avril 1978 à Pietersburg (Afrique du Sud), est un joueur de rugby à XV international sud-africain. Il  évolue au poste de talonneur ou de pilier au sein de l'effectif des Sharks (Super 15).
Joueur de l'Afrique du Sud comptant le plus de sélections en tant que capitaine, 64 sélections, ce qui constitue un temps le record mondial, il obtient avec ces  Springboks le titre de champion du monde lors de la Coupe du monde 2007.

## Biographie
Il est le capitaine des Springboks sans interruption depuis 2004, après l'avoir été une première fois en 2003.
Blessé en 2007, il manque quelques matchs, mais se rétablit à temps pour la Coupe du monde. Il devient le joueur qui a connu le plus de capitanats avec les Springboks. Le 20 octobre 2007, il devient le premier capitaine talonneur à brandir la Coupe du monde, la deuxième de l'histoire des Springboks. Il annonce sa retraite internationale sur ce triomphe avant de revenir sur cette déclaration.
À l'issue de la coupe du monde 2007, il rejoint le Top 14 avec Clermont-Ferrand pour trois années. Mais la fédération sud-africaine de rugby faisant pression pour que ses internationaux évoluent en Afrique du Sud, il quitte la France à l'issue de la saison 2007-08,.
Il devient en 2009 le capitaine le plus capé de l'histoire du rugby international, dépassant Will Carling et George Gregan.
Peu avant la Coupe du monde 2011, il annonce la signature d'un contrat de deux ans avec le club anglais des Saracens qu'il prévoit de rejoindre en novembre, après la compétition.
Il met un terme à sa carrière de joueur en mai 2013, refusant alors une proposition du club français du Rugby club toulonnais, pour prendre un poste de chef exécutif au sein de la franchise sud-africaine des Sharks. Il dispute son dernier match lors d'une rencontre opposant les Saracens aux South African Barbarians  dirigés par Nick Mallett.

## Carrière

### En province/club
- 1998-2007 : Sharks et Natal Sharks  Afrique du Sud.
- 2007-2008 : ASM Clermont  France.
- 2008-2011 : Sharks et Natal Sharks  Afrique du Sud.
- À partir de nov. 2011 : Saracens  Angleterre.

### En équipe nationale
Il a honoré sa première cape internationale en équipe d'Afrique du Sud le 10 juin 2000 contre l'équipe du Canada.
Il fait partie des joueurs détenant le plus de sélections en équipe d'Afrique du Sud avec 111 rencontres disputées.

## Palmarès

### En club
- 69 matchs de Super 12/14 (25 points).
- 54 matchs de Currie Cup (55 points).
- Finaliste du Super 14 en 2007.
- Finaliste du championnat de France : 2008.

### En équipe nationale
- Champion du monde 2007.
- Vainqueur du Tri-nations : 2004, 2009.
- 111 sélections en équipe d'Afrique du Sud.
- 64 fois capitaine (record mondial).
- 8 essais (40).
- Équipe d'Afrique du Sud des moins de 21 ans (1997 à 1999).

- En coupe du monde :

2003 : 5 sélections (Uruguay, Angleterre, Géorgie, Samoa, Nouvelle-Zélande) ;
2007 : 7 sélections (Samoa, Angleterre, Tonga, États-Unis, Fidji, Argentine, Angleterre), 1 essai (5 points), capitaine de l'équipe ;
2011 : 5 sélections (Pays de Galles, Fidji, Namibie, Samoa, Australie), capitaine de l'équipe.